# Configni
Configni es una localidad italiana de la provincia de Rieti, región de Lacio, con 700 habitantes.

## Evolución demográfica
| Gráfica de evolución demográfica de Configni entre 1861 y 2001 |
|                                                                |
| Fuente ISTAT - Elaboración gráfica por parte de Wikipedia      |